# Casas de Torrat
Las Casas de Torrat es un pequeño grupo de casas adosadas a una edificación original más antigua, localizadas a la partida La Cometa a Calp. Constituye el centro neurálgico de su disperso, aunque, por extensión, la denominación Casas de Torrat ha dado nombre al conjunto de casas diseminadas que han ido conformando la aldea en su evolución urbana de más de tres siglos. La vivienda originaria data del final de XVII y podría haber sido edificada sobre los restos de una antigua alquería, según testimonian algunos de sus elementos constructivos. En la actualidad, el grupo de unidades existente en este bloque asciende a cinco viviendas rehabilitadas, una vez ampliados o reconvertidos en espacios habitables, algunos de sus porches y corrales.
La designación «Torrat» procede de un mote documentado a mediados de XVIII y que ha sido llevado históricamente por los miembros de la familia Tur, instalada en el paraje originariamente y de procedencia ibicenca. «Torrat» significa sometido a la acción del fuego, asado. Francesc Figueras y #Pacheco recoge la denominación Casas de Torrat a principios del siglo XX en su Geografía General del Reino de Valencia, y señala que este núcleo rural se encuentra en 3,5 km de Calp y cuenta con 14 casas diseminadas en 1910. El conjunto responde a la tipología de viviendas edificadas en fila a partir de la construcción de una primera unidad original. Los colonos, después de ocupar las tierras dejadas por la expulsión morisca, aprovecharon estos viejos asentamientos, adaptándolos a sus nuevas necesidades. En los registros del RFFU del año 1893, indica que son tres las viviendas existentes. La principal, propiedad de Antonio Tur Crespo con dos alturas y valorada en 1200 pesetas.
-Noticias histórico-genealógicas: el informe del arzobispo Fabián y Fuero, 1791 (Ivars Cervera, 2007: 187) recoge en su relación de viviendas rurales de Calp: “11. La casa de campo con cultivo de Antonio Tur, habitada”. Con esta aportación concreta queda documentada la existencia de la vivienda a finales del XVIII. En 1731, una nota sacramental, datada a Benissa, certifica el matrimonio entre Antoni Tur Pérez, natural de Calp y la benissera Theresa Femenía Vives. El primer cabeza de familia de los Tur habría tomado posesión de tierras en la partida de la Cometa algunas décadas antes, de acuerdo con la noticia documental que encontramos en una escritura de asentamiento de tierras celebrada en 1696. En esta escritura enfitéutica comparece como testigo del contrato Antonio Tur, labriego de Calp, acompañado de quien pudiera ser un familiar de igual apellido. En 1671 habían casado a Benissa Antoni Tur, natural de Ibiza, y Magdalena Femenía, enlace que es anterior y sin vínculo familiar con el de Josep Tur Oliver, natural de Xaló y Ursola Anna Encrespo, de Benissa, celebrado en 1704, matrimonio del cual parten todas las líneas familiares de los actuales Tur benisseros y buena parte de los de #Calp}. En 1672 nace Antoni Vicent Gregori Tur Femenía, de Antoni y Magdalena, a quien atribuimos la alianza matrimonial con Ángela Pérez. La antigüedad del pseudónimo “Torrat” queda acreditada al ser recogido, quizás por desconocimiento del apellido del colindante al confeccionarse el título, en la descripción de hitos de una escritura de contrato enfitéutico subscrito al año 1746. En este acto se hace transmisión de “un trozo de tierra inculta, situado en el término de d[ic]ha villa de #Calp, partida de los fanadíchs a la cayda del Tosalt de Sagaíx, que será veinticinco jornales poco más o menos, que linda con Antonio Torrat”. Los listados de acopios de sal de 1737 señalan a Joseph Tur como comprador en noviembre de aquel año. Creemos que podría tratarse de Joseph Tur Pérez, quien había contraído matrimonio con la calpina Teresa Ivars cuatro años antes.
Los antecedentes que manejamos permiten calcular que el número de vecinos —cabos de familia Tur - que podría habitar en el paraje a mediados de siglo no excedería de cuatro, instalados sus miembros en una única vivienda, que además contaría con los aditamentos defensivos necesarios para repeler cualquier agresión externa. Una rama familiar importante, por su desarrollo a lo largo de los siglos. XIX-XX, son los Tur “Salvadora”, parte del enlace celebrado en 1769 entre Pedro Tur Femenía, de Antonio y Theresa, y Vicenta Bertomeu Signos, ella natural de Teulada.
A partir del primer tercio del XIX y durante todo este siglo, los Tur de la Cometa experimentarán un periodo sostenido de expansión demográfica que se traducirá en la colonización del entorno, la prosperidad económica basándose en las explotaciones agrícolas mejoradas y la creación de nuevos grupos domésticos mediante su unión con otras familias labradoras: los Bañuls, Bertomeu, Encrespo, Giner, Pinar, Ribes, entre otros. Los efectos económicos, sociales y culturales derivados de este proceso dejarán una profunda impronta física en el medio y humana en la comunidad, que persiste hasta nuestros días. Del matrimonio entre Francisco Tur de José y Teresa Pastor, enlace que vino a fortalecer los lazos entre los Tur de la Cometa y los Pastor del Corralet a finales del XVIII -familias labradoras de acomodada posición- nacerán Francisco Tur Pastor, quien casa en 1821 con Josefa Encrespo, José Tur Pastor, quién lo hace en 1833 con María Encrespo ivars y Antonio Tur Pastor.  Por parte suya, con Mariana Tomàs de Calp. Los hermanos Tur Pastor aparecen junto a su padre como electores con derecho de sufragio en 1839. Un año después, en el padrón de contribuyentes de Calp, encontramos a cinco jefes de familia entre los principales pagadores de la población: se trata de Francisco Tur Pastor de Antonio, con una renta anual de 2.124 reales; Fernando Tur Pastor de José, 1.762 reales; Francisco Tur Pastor de José, 922; José Pastor de Francisco, 768 y José Tur Pastor de José “Bacuri”, con 726 reales de renta. Francisco Tur es nombrado alcalde de #Calp durante el periodo absolutista, 1825, y un año después, Pedro Tur, regidor decano (Pastor Fluixá, 1987: 329-335). Pedro Tur Pastor formará parte de la corporación moderada que encabezará el alcalde Miguel Pastor Peris en 1846. Del matrimonio referido entre José Tur Pastor (n. 1812) y María Encrespo Ivars, celebrado en 1833, nacerán nuevos hijos, de la descendencia de los cuales provienen los Tur “Torrats” actuales.
Desbordada la capacidad de habitación de las Casas de Torrat en el último tercio del siglo XIX, la emancipación de los vástagos se irá materializando en la edificación progresiva de casas diseminadas de nueva planta para albergarlos, circunscritas a la aldea y constituidas en hogares independientes. Así, la vida cotidiana de la comunidad transcurrirá sujeta a la razón patriarcal de la familia labradora, sus bienes y usos comunes, las costumbres religiosas y las tradiciones.
-Ubicación catastral: 1916/1947: polígono 7, parcela 22 y otras; 1961: polígono 4, parcela 46 y otras.
-Referencia catastral actual: 6749101BC6864N0001HACE, 6749102BC6864N0001MI, 6749103BC6864N0001OA, 6749104BC6864N0001KA, 6749105BC6864N000IRA. PD. TOSAL DE LA COMILLA 9(B), 8(B). 7/B), 6(B) y 5(B) respectivamente.
-Coordenadas geográficas: 38°40'15.48"N 0° 3'51.93"E 
Autor del texto: José Luis Luri #Prieto. (resumen de su trabajo publicado al libro "Masías, casas fuertes y otras cosas memorables. ocupación y poblamiento del territorio de #Calp entre los siglos XVIII y XIX)..
El topónimo, conocido popularmente a #Calp, es de uso reciente. El 2017, el barrio y la ermita de la Cometa celebraron el tricentenario.

## Casas
- Casa de Joan del Tozal, Casa de Pere Malena, Casa de Quico Torrat, Casa de Toni Águeda, Masía de Águeda, Casa de Pepe Torrat, Casa de Pere Torrat, Casa de Jaume Torrat, Casa de la Viuda, Casa de Encarnación y Nofre
- Caserio de la Cometa (5 viviendas): Josefa Tur Encrespo, Pedro Tur Blanquer, Teresa Tur Encrespo, Águeda Encrespo Martí, Antonio Tur Encrespo (Toni Torrat)

1. 1 2  Luri, José Luis. «300 años: Cases de Torrat. La Cometa. Calp». Calpe Tierra i Almas (en castellà). vol. I.
2. ↑  Figueras i Pacheco, Francesc (1919). Geografia General del Regne de Valencia. Barcelona: Albert Martí. p. 719.
3. ↑  Luri Prieto, José Luis (2017). Masías, casas fuertes y otras osas memorables. Calp: Riurau editors. p. 202. ISBN 978-84-946213-1-4.
4. ↑  Ajuntament de Calp, ed. (13 de junio de 2017). «L'ermita de Sant Joan i Les Cases de Torrat celebren el seu tercer centenari amb una jornada divulgativa». Calp Noticies. Archivado desde el original el 13 de julio de 2018. Consultado el 13 de julio de 2018.

- Datos: Q28711753